# Otto Wallburg

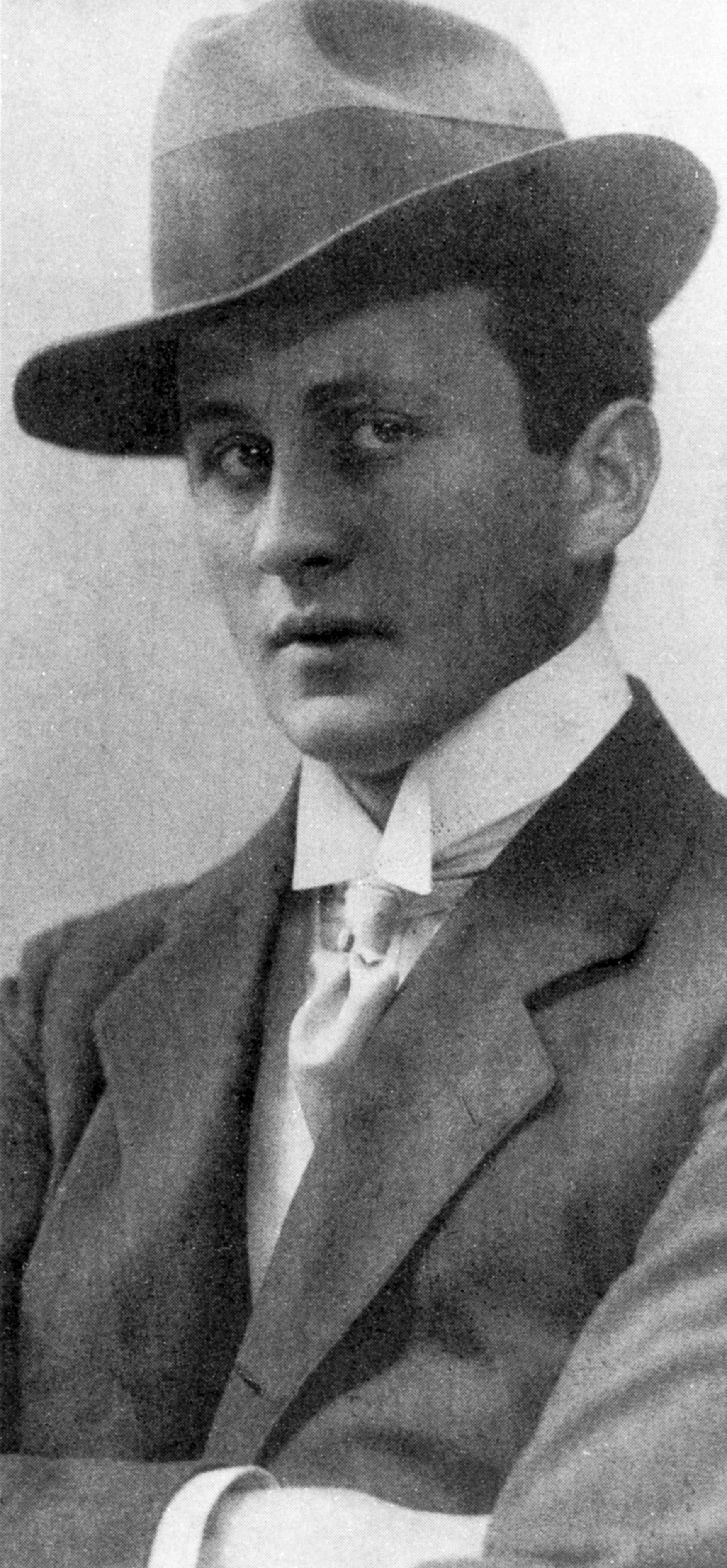
Otto Wallburg als junger Schauspieler (Bern, 1909)

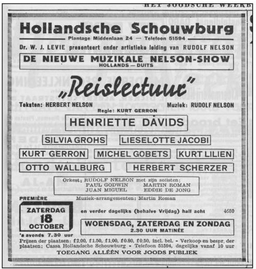
Herbert Nelson: Reislectuur, 18. Oktober 1941

Otto Wallburg, eigentlich Otto Maximilian Wasserzug (geboren am 21. Februar 1889 in Berlin; gestorben am 30. Oktober 1944 im KZ Auschwitz), war ein deutscher Schauspieler. Als Kabarettist galt er seinerzeit als der schnellstsprechende Komiker der Welt.

## Leben und Wirken
Otto Wallburg, der als viertes Kind eines jüdischen Bankiers geboren wurde, absolvierte nach der Mittleren Reife – vermutlich auf Wunsch des Vaters – zunächst eine kaufmännische Ausbildung in einer Maschinenfabrik, die er abbrach, um Schauspieler zu werden. Nach dem Besuch der von Max Reinhardt gegründeten Schauspielschule debütierte er 1909 in der Rolle des Brandner in Goethes Faust am Reinhardts Deutschem Theater Berlin. Nach ersten Engagements in Bern, Halberstadt und an Arthur Hellmers Neuem Theater in Frankfurt am Main (1913/1914) wurde Wallburg zum Kriegsdienst eingezogen und erhielt an der Ostfront das Eiserne Kreuz. Nach einer schweren Verwundung kehrte er nach Frankfurt zurück und arbeitete ab April 1916 wieder am Neuen Theater. Nachdem er sich erfolglos auch als Regisseur versucht hatte, wandte Wallburg sich Anfang der 1920er Jahre dem Kabarett zu und trat wiederholt im Frankfurter „Astoria“ auf.
1926 nahm Otto Wallburg ein Engagement am Deutschen Theater Berlin an. Nachdem er am Beginn seiner Bühnenlaufbahn Liebhaber, Lebenskünstler und Naturburschen verkörpert hatte, wechselte er nach einer erheblichen Zunahme seines Körpergewichts nun ins frech-schnodderige Charakterfach. Er spielte unter anderem in der Musikrevue Es liegt in der Luft in der Komödie am Kurfürstendamm mit. Wegen seiner verwaschenen, überstürzten Sprechweise nannten Kritik und Publikum ihn liebevoll den „Blubberer“. Ebenfalls 1926 hatte Otto Wallburg sein Filmdebüt. Auf Nebenrollen in mehreren Stummfilmen folgte 1930 in Gustav Ucickys Komödie Hokuspokus die erste Tonfilmrolle. Größere Rollen folgen in den Filmen Wer nimmt die Liebe ernst? (1931), Der Kongreß tanzt (1931) und Kind, ich freu’ mich auf Dein Kommen (1933).
Nach dem nationalsozialistischen Regierungsantritt im Januar 1933 verlor Otto Wallburg seinen Vertrag bei der Ufa und kurz darauf auch sein Berliner Theater-Engagement. 1934 konnte er vorübergehend wieder an Arthur Hellmers Neuem Theater in Frankfurt arbeiten; schon bald zog er mit seiner Familie jedoch nach Österreich um, wo er bei Joe Pasternak, dem Produktionsleiter der Universal, Arbeit fand. Bis 1936 stand er für mehrere weitere Filme vor der Kamera, von denen in Deutschland keiner aufgeführt werden durfte.
Nach dem Einmarsch der deutschen Truppen im März 1938 floh Otto Wallburg über Frankreich nach Amsterdam, wo er gemeinsam mit Kurt Gerron und Rudolf Nelson am Theater Joodsche Schouwburg, einem jüdischen Kabarett, tätig war. Nachdem im Mai 1940 auch die Niederlande von deutschen Truppen besetzt wurden, spielte er zunächst weiter am jüdischen Theater. 1943 entging er einer ersten Verhaftungswelle, indem er mit der Emigrantin Ilse Rein und ihrem Mann im Untergrund lebte. Im Jahr darauf wurden sie nach einer Denunziation aber doch verhaftet. Eine Ausreise in die Vereinigten Staaten hatte er in Betracht gezogen, aber aufgrund seiner Heiratspläne mit der noch verheirateten Ilse Rein zu spät vorbereitet.
Nach einer Deportation ins niederländische Übergangslager Durchgangslager Westerbork wurde der zuckerkranke Otto Wallburg am 31. Juli 1944 in das Ghetto Theresienstadt und von da aus am 28. Oktober weiter ins KZ Auschwitz verschleppt, wo er in der Gaskammer ermordet wurde.
Otto Wallburg war mehrmals verheiratet: mit der schweizerischen Schauspielerin Lisa Brosow (ein Sohn, Reinhard), mit der Tochter eines Druckereibesitzers, Anna Luise Theis (zwei Töchter), mit der Tänzerin Charlotte Ahnert (ein Sohn) und – im Amsterdamer Exil – mit Ilse Rein.

## Filmografie (Auswahl)
- 1926: Die keusche Susanne
- 1926: Derby (R: Max Reichmann)
- 1926: In der Heimat, da gibt’s ein Wiedersehn!
- 1926: Die Abenteuer eines Zehnmarkscheines
- 1927: Die leichte Isabell
- 1927: Die Geliebte des Gouverneurs
- 1927: Grand Hotel …!
- 1927: Dr. Bessels Verwandlung
- 1927: Mein Freund Harry
- 1928: Der moderne Casanova
- 1928: Liebe im Kuhstall
- 1928: Der rote Kreis
- 1929: Die Frau, die jeder liebt, bist Du!
- 1929: Trust der Diebe
- 1929: Ehe in Not
- 1929: Männer ohne Beruf
- 1929: Das närrische Glück
- 1929: Sein bester Freund
- 1929: Der lustige Witwer
- 1929: Der Narr seiner Liebe
- 1930: Es gibt eine Frau, die Dich niemals vergißt
- 1930: Hokuspokus
- 1930: Das Lied ist aus
- 1931: Der Hochtourist
- 1931: Ihre Majestät die Liebe
- 1931: Yorck
- 1931: Wer nimmt die Liebe ernst?
- 1931: Wenn die Soldaten … (R: Jakob Fleck, Luise Fleck)
- 1931: Der kleine Seitensprung
- 1931: Ronny
- 1931: Lügen auf Rügen (R: Victor Janson)
- 1931: Weekend im Paradies
- 1931: Der Kongreß tanzt
- 1931: Bomben auf Monte Carlo
- 1931: … und das ist die Hauptsache!?
- 1932: Zwei Herzen und ein Schlag
- 1932: Wie sag’ ich’s meinem Mann?
- 1932: Der schwarze Husar
- 1932: Das schöne Abenteuer
- 1932: Das Lied einer Nacht
- 1932: Friederike
- 1932: Strich durch die Rechnung
- 1933: Madame wünscht keine Kinder
- 1933: Was Frauen träumen
- 1933: Liebe, wie die Frau sie braucht (R: Adolf Trotz)
- 1933: Kind, ich freu’ mich auf Dein Kommen
- 1933: Wege zur guten Ehe (R: Adolf Trotz)
- 1933: Das häßliche Mädchen
- 1933: Der Zarewitsch (R: Victor Janson)
- 1933: Inge und die Millionen
- 1934: Konjunkturritter
- 1934: Peter
- 1934: Kleine Mutti
- 1935: Ball im Savoy
- 1935: Bretter, die die Welt bedeuten
- 1935: Alles für die Firma
- 1935: 4½ Musketiere
- 1935: Katharina die Letzte
- 1936: Heut’ ist der schönste Tag in meinem Leben
- 1936: Bubi/Mircha (R: Béla Gaál)
- 1937: Walt Disney’s Schneewittchen und die sieben Zwerge (Sprechrolle in der dt. Synchronfassung)
- 1938: Carrefour